# Liste der Kulturdenkmäler in Freilingen (Westerwald)
In der Liste der Kulturdenkmäler in Freilingen sind alle Kulturdenkmäler der rheinland-pfälzischen Ortsgemeinde Freilingen aufgeführt. Grundlage ist die Denkmalliste des Landes Rheinland-Pfalz (Stand: 21. Dezember 2021).

## Einzeldenkmäler
| Bezeichnung | Lage                 | Baujahr                           | Beschreibung | Bild                           |
| ----------- | -------------------- | --------------------------------- | --- | ------------------------------ |
| Wohnhaus    | Hohe Straße 3 Lage   | erste Hälfte des 19. Jahrhunderts | stattliches Fachwerkhaus auf hohem Kellersockel, Krüppelwalmdach, erste Hälfte oder Mitte des 19. Jahrhunderts           | weitere Bilder Fotos hochladen |
| Rathaus     | Hohe Straße 7 Lage   | 1797                              | stattliches Fachwerkhaus, teilweise massiv, angeblich von 1797                                                           | weitere Bilder Fotos hochladen |
| Hofanlage   | Sayntalstraße 6 Lage | 17. Jahrhundert                   | Zweiseithof; Fachwerkhaus mit Niederlass, teilweise massiv, 17. Jahrhundert, Wirtschaftsgebäude 18. oder 19. Jahrhundert | Fotos hochladen                |
| Schulhaus   | Schulstraße 1 Lage   | Anfang des 20. Jahrhunderts       | ehemalige Schule; Backsteinbau, teilweise verputzt, Anfang des 20. Jahrhunderts (bezeichnet 1901–1902)                   | weitere Bilder Fotos hochladen |